# Armatura tibetana

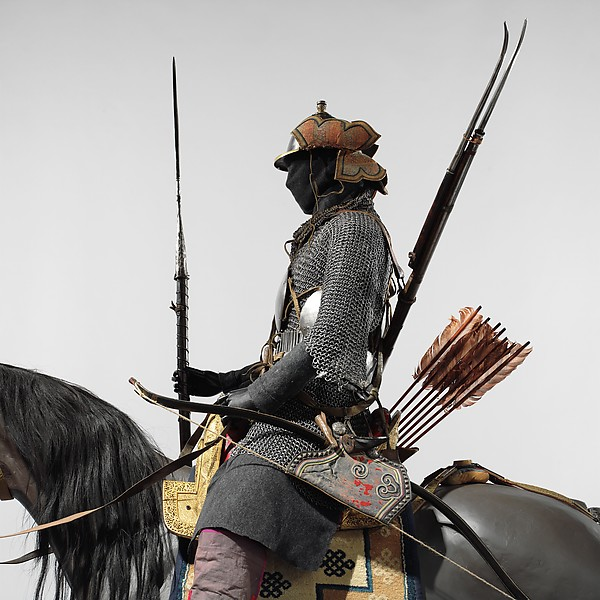
Cavaliere tibetano del XVIII secolo in armatura - Metropolitan Museum of Art.

L'armatura tibetana si presentò attraverso i secoli in molte forme (prima lamellare/laminare e poi cotta di maglia) e restò in produzione fino al XX secolo a causa dell'isolamento dell'Altopiano del Tibet che vi rallentò la penetrazione delle armi da fuoco.

## Storia

### Sviluppo

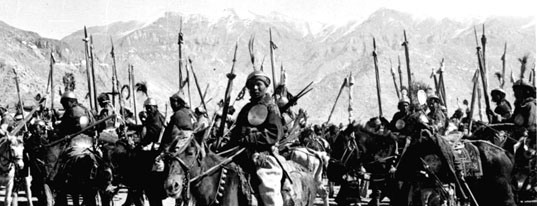
Guerrieri a cavallo tibetani in armatura tradizionale - fotografia del 1943.

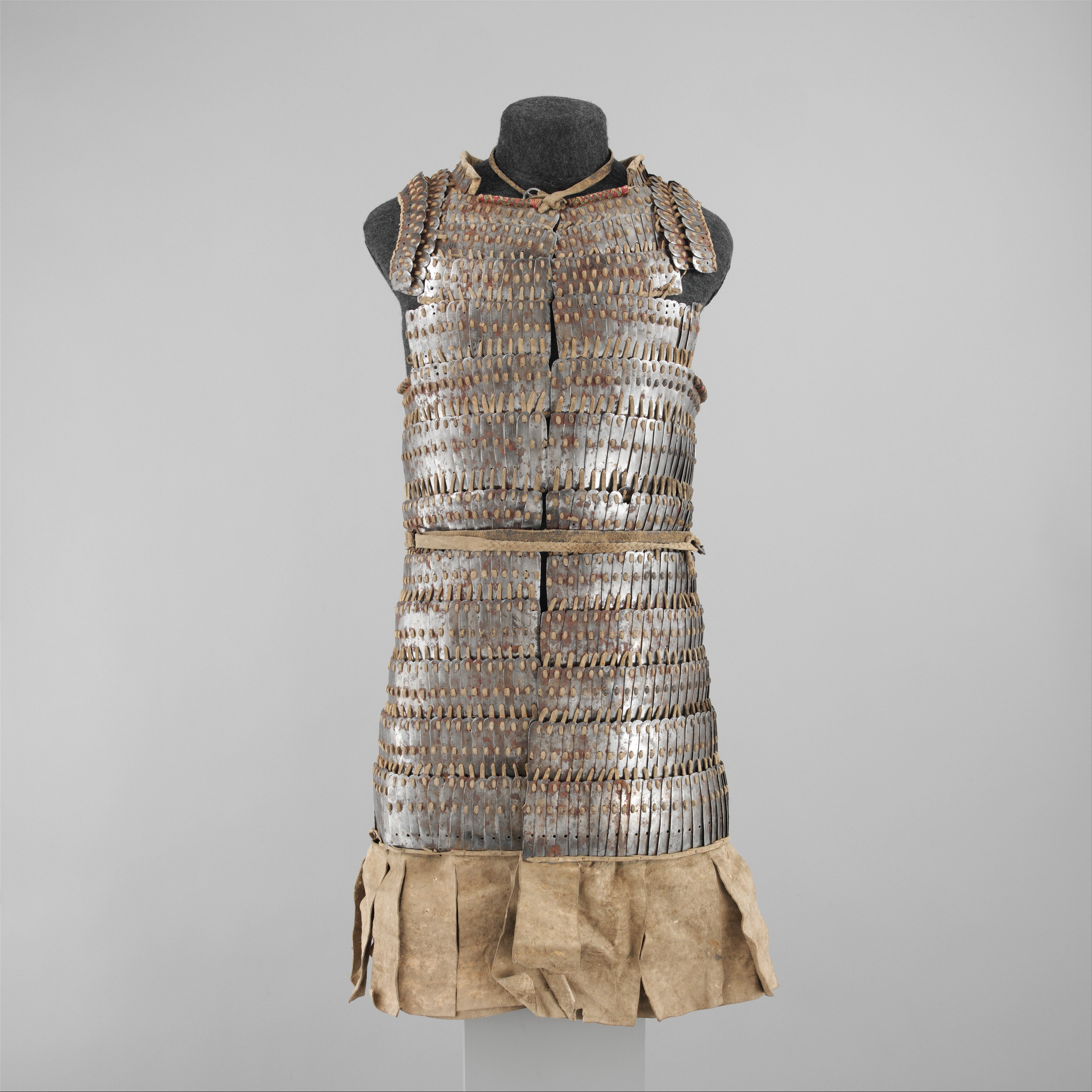
Armatura lamellare tibetana del XVI secolo, composta da quadrati di ferro e pelle sovrapposti ad incastro, progettati per ridurre la forza di un impatto.

Le armature prodotte in Tibet risentirono fortemente dell'influenza stilistica delle armature prodotte dai cinesi e dei vari popoli mongoli. Stando agli studi attuali, la panoplia standard dei soldati tibetani sarebbe stata costituita da corazza, elmo e scudo di canna di rattan rinforzato con montanti di ferro. La cavalleria tibetana proteggeva anche i corpi dei loro cavalli con sottili armature di cuoio e le loro teste con spesse piastre di ferro. La forma più comune di armatura tibetana era l'armatura lamellare (byang bu'i khrab) creata sovrapponendo quadrati di materiale che assorbe la forza. Un materiale comune utilizzato nell'armatura tibetana era il cuoio (non conciato o conciato superficialmente). I soldati tibetani di grado superiore erano equipaggiati con armature lamellari di ferro o rame, spesso riccamente decorate con intarsi d'oro. In epoche successive, fu introdotta ed adottata la cotta di maglia. Si ipotizzava che alcune tribù tibetane orientali avessero impiegato fanteria pesante rivestita interamente di armature di ferro. Questa osservazione è completata da un resoconto dello storico cinese Du You nella sua enciclopedia Tongdian. La stessa fonte riporta che, al tempo dell'Impero tibetano (VII-IX secolo), la fanteria pesante tibetana era interamente rivestita di armature:
La potenza militare dell'Impero tibetano favorì la diffusione dei suoi modelli di armatura tra le popolazioni limitrofe: es. Su Lu khagan dei Turgesh, quando affrontò gli Omayyadi nella Battaglia della strettoia (730), vestiva un'armatura lamellare tibetana che lo protesse dalle frecce nemiche.
A partire dal XVII secolo, i cavalieri tibetani adottarono la c.d. "Armatura a specchio". Questi cavalieri pesanti indossavano anche elmetti specializzati con ali di ferro sui lati. Alcuni armatori tibetani producevano armature a piastre note come duru. Gli sviluppi nel design delle armature continuarono nell'era della polvere da sparo poiché l'isolamento dell'altopiano tibetano vi prevenne la diffusione delle armi da fuoco e la conseguente necessità di adattare alle stesse il sistema protettivo dei soldati.

### Decorazione e uso religioso
Le armi e le armature tibetane venivano usate al di fuori del campo di battaglia. L'armatura cerimoniale era usata come parte dei rituali durante l'annuale "Festival della Grande Preghiera" a Lhasa. Per evocare l'aiuto delle divinità guardiane, nei templi buddisti furono istituiti santuari specializzati chiamati Gonkhang Mgon Khang. Questi santuari ospitavano le venerate armi e armature dei guerrieri tibetani, e furono queste cappelle a preservare molti dei pezzi di armatura tibetana che sopravvivono tutt'oggi. Per quanto riguarda le decorazioni, molte opere di alta qualità di armature tibetane erano decorate con metalli preziosi intarsiati e pietre preziose o erano decorate con iconografia buddista.